# Polypodium calirhiza
Polypodium calirhiza là một loài thực vật có mạch trong họ Polypodiaceae. Loài này được S.A. Whitmore & A.R. Sm. miêu tả khoa học đầu tiên năm 1991.

## Hình ảnh

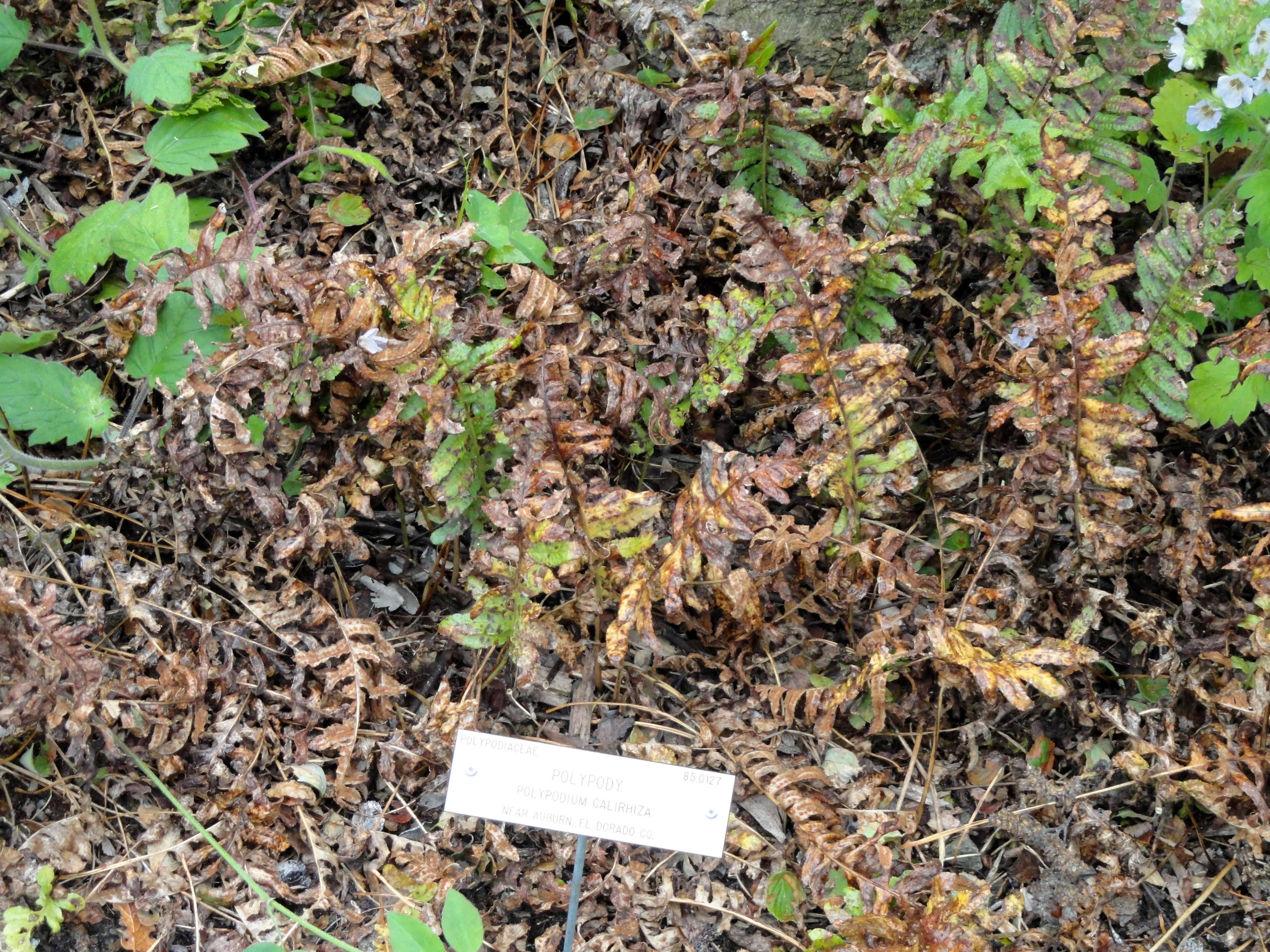
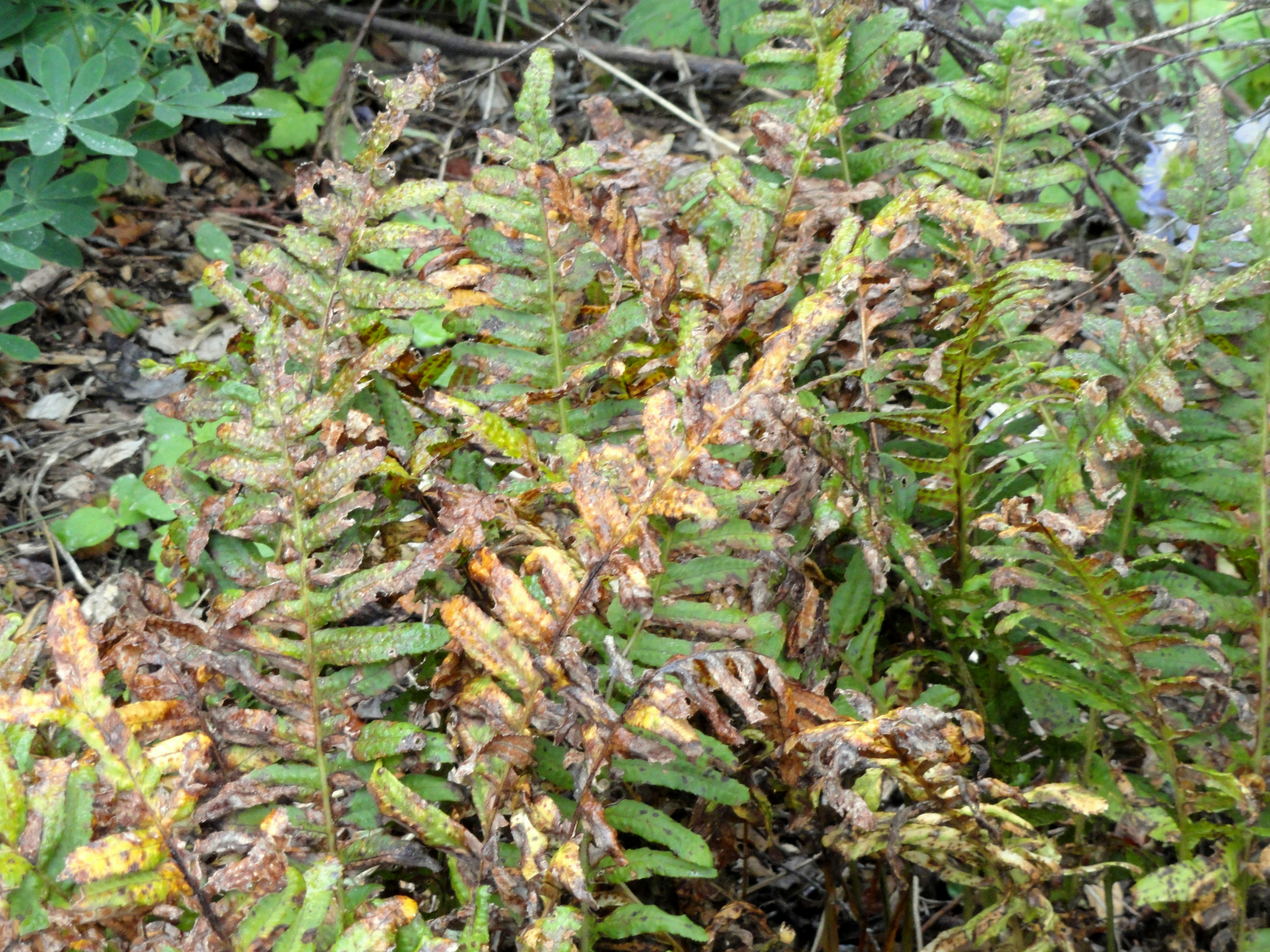